# Hoogalemannisch

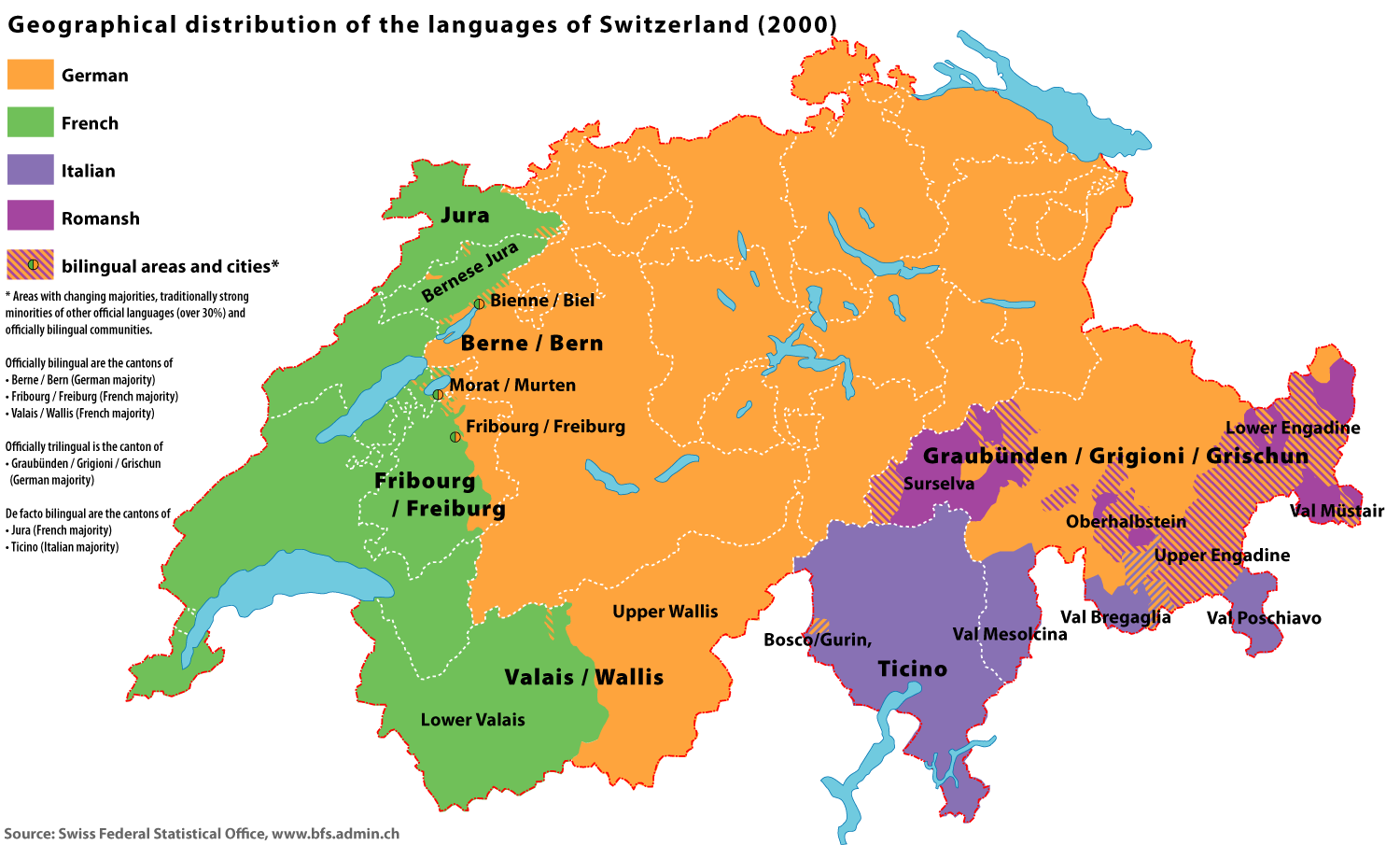
-- HET ZWITSERS TAALLANDSCHAP --
Taalgebieden in Zwitserland (2000). Het gebied van het Zwitserduits is in oranje weergegeven

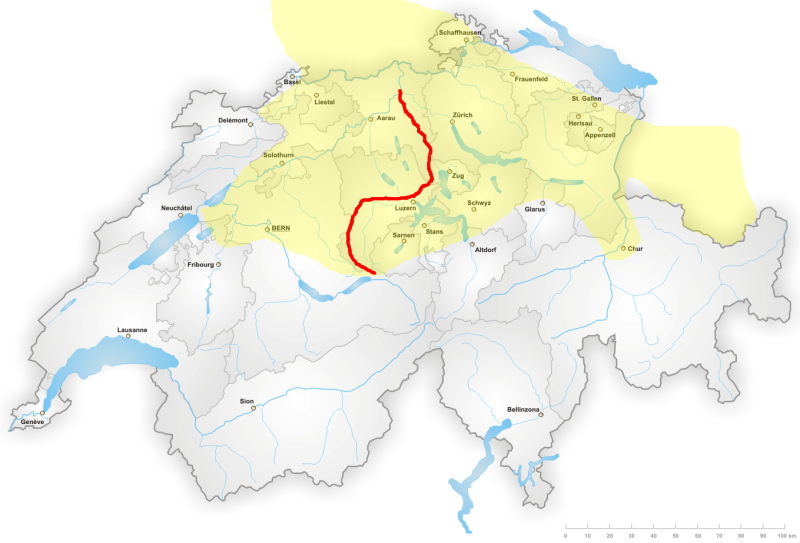
Het Hoogalemannische taalgebied. De rode lijn is de Brünig-Napf-Reusslinie.

Hoogalemannisch is de verzamelnaam voor een groep Alemannische dialecten met ca. 10 miljoen sprekers in het Duitstalige deel van Zwitserland, het zuiden van de Elzas en Oostenrijk. Het meest kenmerkend aan deze dialecten is het veranderen van de velare plosief k in ch aan het begin van woorden: Kind, Kopf (Standaardduits) → Chind, Chopf, als gevolg van het zich volledig voltrekken in deze taalvariëteiten van de Hoogduitse klankverschuiving.
De volgende Hoogalemannische dialecten worden onderscheiden:
- Sundgauisch (zuidelijk Elzassisch)
- Badische dialecten (ten zuiden van Freiburg im Breisgau)
  - Zuidelijk Freiburgs (in Freiburg im Breisgau)
  - Markgräflerländisch (in Markgräflerland, onder andere ten zuiden van Lörrach)
  - Südschwarzwälderisch (in Südschwarzwald)
- Oostelijk Hoogalemannisch (Ostschweizerdeutsch. Gebied ten oosten van de Brünig-Napf-Reusslinie. Kenmerken: diftongen [ai au ɔi]? en niet [ei ɔu øi]?; bij werkwoorden de meervoudsuitgang [-əd̥]?)
  - Appenzellisch (in Appenzellerland)
  - Bündnerdeutsch
  - Liechtensteins
  - Nordoostzwitsers (in Oost-Zwitserland, incl. Thurgauer en Schaffhauser)
  - St.-Galler-Deutsch
  - Vorarlbergerisch
  - Zürichdeutsch
- Westelijk Hoogalemannisch (Westschweizerdeutsch. Gebied ten westen van de Brünig-Napf-Reusslinie. Kenmerken: diftongen [ei ɔu øi]?; werkwoorden met twee meervoudsvormen [-ə -ət -ə]?)
  - Aargauerisch (in Aargau)
  - Berndeutsch
  - Fricktalerisch (in Fricktal)
  - Luzernisch (in Kanton Luzern)
  - Schwyzerisch (in Schwyz)
  - Solothurnisch (in Solothurn)
  - Zugerisch (in Zug)